# Mohamed Abdullahi Omaar
Mohamed Abdullahi Omaar (en Somalí Maxamed Cabdullahi Omaar y en árabe محمد عبدالله أومار) es un diplomático y político somalí. Se desempeñó dos veces como Ministro de Relaciones Exteriores en Somalia.

## Biografía
Tiene tres hermanos menores: una de sus hermanas, Raqiya Omaar, es defensora de los derechos humanos, y su hermano menor, Rageh Omaar, es periodista.
Omaar pertenece a una familia prominente de la subdivisión Sa'ad Musa del clan Habr Awal Isaaq. 
Omaar se educó en un internado en Dorset antes de graduarse en el Trinity College de la Universidad de Oxford.

## Carrera Política
Omaar se desempeñó como uno de los Ministros de Relaciones Exteriores de Somalia, habiendo sido designado para el cargo el 20 de febrero de 2009 por el entonces Primer Ministro, Omar Abdirashid Ali Sharmarke.
Después de trabajar en varios otros puestos gubernamentales, el 12 de noviembre de 2010, Omaar fue reelegido Ministro de Relaciones Exteriores.
A partir de agosto de 2011, Mohamed Mohamud Ibrahim se desempeñó como Viceministro de Relaciones Exteriores de Somalia.
Tras una reorganización del gabinete en febrero de 2012, Abdullahi Haji Hassan sucedió a Omaar como nuevo Ministro de Relaciones Exteriores.
A finales del 2013, Puntlandia y Catar apoyaron la candidatura de Omaar para volver a convertirse en Primer Ministro de Somalia.